# Monasticon Belge
Das Monasticon Belge ist ein monumentales prosopographisches Werk in 23 Bänden zur Geschichte aller belgischen Klöster und ihrer Oberen vor 1789.

## Geschichte
Der Benediktiner Ursmer Berlière (1861–1932) aus der Abtei Maredsous, der sich an der Gallia Christiana orientierte, begann die Publikation in Lieferungen Ende des 19. Jahrhunderts. Er stellte zu Lebzeiten (in französischer Sprache) zwei Bände mit zusammen 811 Seiten fertig. Das nach Provinzen und Orden gegliederte Werk wurde unter Mitwirkung zahlreicher Gelehrter weitergeführt und 1993 vollendet. Es wird heute vom Verlag Brepols, Turnhout, verkauft.

### Werkübersicht
- 1. Provinces de Namur et de Hainaut, 2 Bde. (1.1, 1.2)
- 2. Province de Liège, 2 Bde. (2.1–2, 2.3)
- 3. Province de Flandre occidentale, 4 Bde. (3.1, 3.2, 3.3, 3.4)
- 4. Province de Brabant, 6 Bde. (4.1, 4.2, 4.3, 4.4, 4.5, 4.6)
- 5. Province de Luxembourg, 1 Bd.
- 6. Province de Limbourg, 1 Bd.
- 7. Province de Flandre orientale, 5 Bde. (7.1, 7.2, 7.3, 7.4, 7.5)
- 8. Province d’Anvers, 2 Bde. (8.1, 8.2)